# Brillenputztuch

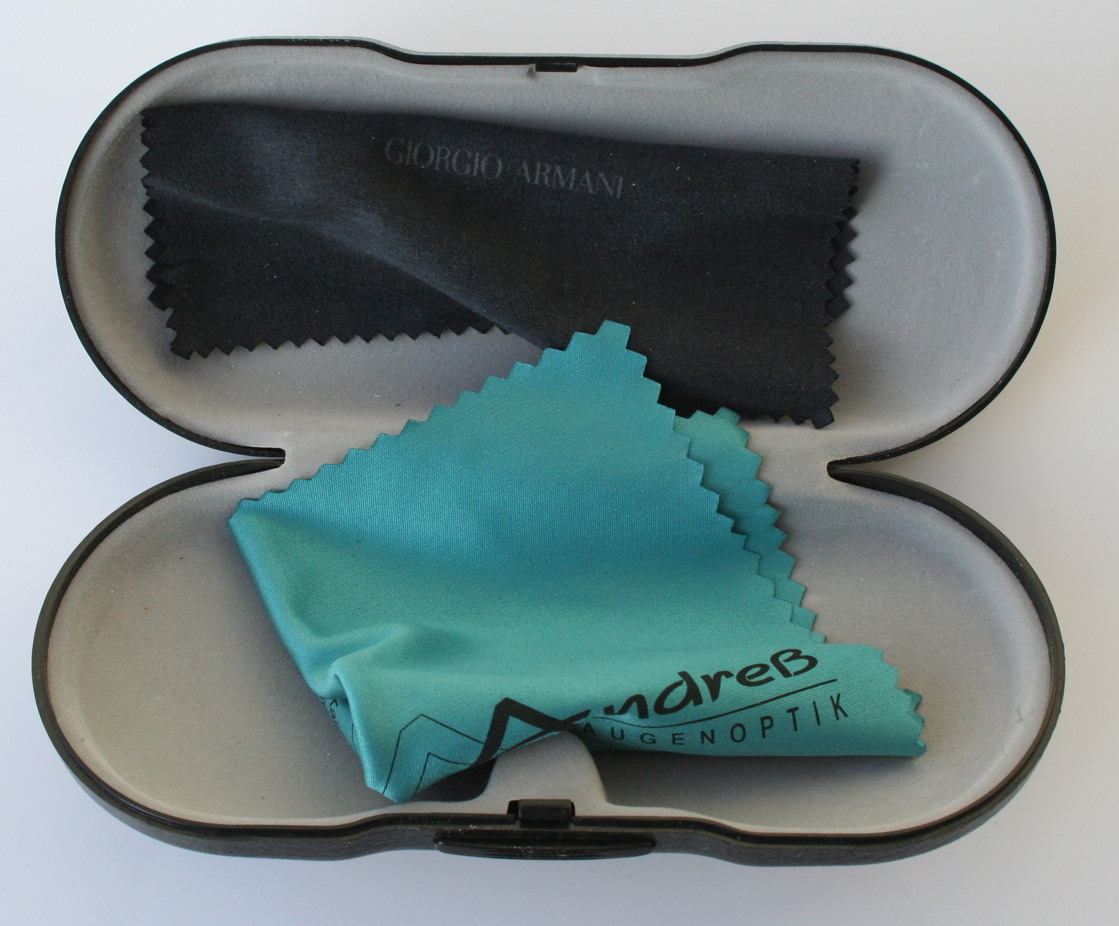
Brillenputztücher mit aufgedruckten Werbeinformationen

Ein Brillenputztuch ist ein kleines Reinigungstuch, das der Reinigung von Brillengläsern, -fassungen und optischen Linsen dient. Es wird entweder als Einwegprodukt aus Papier angeboten, oder kann für die dauerhafte Nutzung aus Textilien oder auch Mikrofaser gefertigt sein.
Man unterscheidet zwischen trockenen und feuchten Brillenputztüchern. Die trockenen Tücher liegen oft als Zugabe beim Kauf einer Brille oder eines Etuis bei, sie können mit der Adresse des Händlers zu Werbezwecken bedruckt sein. Der Handel hält auch Brillenputztücher aus Mikrofasergewebe bereit, die eine bessere Reinigungswirkung erzielen. Die feuchten Tücher sind meist aus Papier und mit Zusatzstoffen wie Isopropanol, Duft- und Hilfsstoffen getränkt. Feuchte Brillenputztücher sind luftdicht in kleinen Einwegverpackungen verschweißt, werden vor Gebrauch geöffnet und in der Regel nur einmal benutzt, da sie sehr schnell austrocknen.
Am 21. November 2007 wurden Brillenputztücher mit speziellen Eigenschaften von der Henkel AG & Co. KGaA, Düsseldorf, zum Patent angemeldet.